# Every Morning
«Every Morning» (en español «Cada mañana») es el título del primer sencillo del álbum Bass Generation del músico, dj, y productor sueco de eurodance Basshunter que fue lanzado al mercado el 21 de septiembre de 2009, una semana antes que el fututo álbum, tal y como se confirma en la página del artista en Hard2Beat Records. Basshunter presentó esta canción al final de sus actuaciones en el pasado Dance Nation Tour del Reino Unido en abril de 2009. La primera reproducción oficial de esta pista se hizo en el programa Switch de la BBC Radio 1 el 19 de julio de 2009.
Hard2Beat Records subió al portal de vídeos YouTube el videoclip oficial de la canción el 12 de agosto de 2009.

## Formatos del disco
| CD Sencillo (Portada de Basshunter) |                                     |          |  |
| N.º                                 | Título                              | Duración |  |
| 1.                                  | «Every Morning» (Radio Edit)        | 3:30     |  |
| 2.                                  | «Every Morning» (Headhunters Remix) | 5:23     |  |

| CD Maxisencillo (Portada de Aylar) |                                         |          |  |
| N.º                                | Título                                  | Duración |  |
| 1.                                 | «Every Morning» (Radio Edit)            | 3:30     |  |
| 2.                                 | «Every Morning» (Extended Mix)          | 4:30     |  |
| 3.                                 | «Every Morning» (Raindropz! Remix)      | 4:54     |  |
| 4.                                 | «Every Morning» (Ultra DJ's Bass Remix) | 4:28     |  |
| 5.                                 | «Every Morning» (Michael Mind Remix)    | 5:12     |  |
| 6.                                 | «Every Morning» (Ali Payami Remix)      | 6:04     |  |

## Videoclip
El videoclip de Every Morning fue grabado en la isla de Mallorca. En él colabora de nuevo la actriz Aylar Lie, como novia de Basshunter. El videoclip comienza con una vista de la habitación de un hotel de Mallorca, en la que están Basshunter y Aylar y él se siente muy feliz con su acompañante. Más adelante salen del hotel donde se encuentran con unos amigos, y quedan para ir a una fiesta en un barco. Basshunter intenta pedirle a su novia que se case con él pero sus amigos, haciendo bromas, le tiran al suelo. A la noche, vuelve a celebrarse otra fiesta en la playa en la que Basshunter intenta pedírselo de nuevo pero pasa la misma situación. Entonces, las chicas invitan a Aylar a darse un baño en el mar y tras un rato vuelven, pero ella ya no está. Basshunter se asusta y va a buscarla.

## Posicionamiento en listas
| País          | Lista (2009)                        | Posición más alta |
| ------------- | ----------------------------------- | ----------------- |
| Suecia        | Top 60 Singles                      | 13                |
| Nueva Zelanda | Top 40 Singles                      | 14                |
| Reino Unido   | Singles Top 100                     | 17                |
| Irlanda       | Top 50 Singles                      | 17                |
| Alemania      | Deutsche-DJ-Playlist                | 37                |
| Rusia         | Russia Airplay Detection TopHit 100 | 61                |
| Alemania      | Top 100 Singles                     | 76                |
| Europa        | European Hot 100                    | 49                |